# Boy Waterman
Boy Waterman (Lelystad, 24 de enero de 1984) es un exfutbolista neerlandés que jugaba de guardameta. Desde la temporada 2024-25 es entrenador de porteros del Jong PSV.

## Clubes
| Club                            | País         | Año       |
| ------------------------------- | ------------ | --------- |
| S. C. Heerenveen                | Países Bajos | 2001-2007 |
| AZ Alkmaar (cedido)             | Países Bajos | 2007      |
| AZ Alkmaar                      | Países Bajos | 2007-2011 |
| ADO Den Haag (cedido)           | Países Bajos | 2008-2010 |
| V. B. V. De Graafschap (cedido) | Países Bajos | 2010-2011 |
| Alemannia Aachen                | Alemania     | 2011-2012 |
| PSV Eindhoven                   | Países Bajos | 2012-2013 |
| Kardemir Karabükspor            | Turquía      | 2013-2015 |
| APOEL de Nicosia                | Chipre       | 2015-2020 |
| O. F. I. Creta                  | Grecia       | 2020-2022 |
| PSV Eindhoven                   | Países Bajos | 2022-2024 |

## Palmarés

### Títulos nacionales
| Título                        | Club             | País         | Año  |
| ----------------------------- | ---------------- | ------------ | ---- |
| Supercopa de los Países Bajos | PSV Eindhoven    | Países Bajos | 2012 |
| Primera División de Chipre    | APOEL de Nicosia | Chipre       | 2016 |
| Primera División de Chipre    | APOEL de Nicosia | Chipre       | 2017 |
| Primera División de Chipre    | APOEL de Nicosia | Chipre       | 2018 |
| Primera División de Chipre    | APOEL de Nicosia | Chipre       | 2019 |
| Supercopa de Chipre           | APOEL de Nicosia | Chipre       | 2019 |
| Supercopa de los Países Bajos | PSV Eindhoven    | Países Bajos | 2022 |
| Copa de los Países Bajos      | PSV Eindhoven    | Países Bajos | 2023 |
| Supercopa de los Países Bajos | PSV Eindhoven    | Países Bajos | 2023 |
| Eredivisie                    | PSV Eindhoven    | Países Bajos | 2024 |

### Títulos internacionales
| Título          | Club (*)            | País         | Año  |
| --------------- | ------------------- | ------------ | ---- |
| Eurocopa sub-21 | Países Bajos sub-21 | Países Bajos | 2007 |

(*) Incluyendo la selección